# دوري سان مارينو 2009–10
دوري سان مارينو 2009–10 (بالإيطالية: Campionato Dilettanti 2009-2010)‏ هو الموسم 23 من  دوري سان مارينو. أشرف على تنظيمه اتحاد سان مارينو لكرة القدم، وكان عدد الأندية المشاركة فيه  18، وفاز فيه تري فيوري.